# Finlay Wojtak-Hissong
Finlay Wojtak-Hissong est un acteur américano-canadien.

## Biographie
Finlay Wojtak-Hissong naît au Canada. Il a deux frères, dont l'acteur Aidan et Coleby.
À l'âge de 8 ans, il commence sa carrière d'acteur au grand écran : la réalisatrice Lone Scherfig l'engage dans le rôle de Jude pour son film dramatique The Kindness of Strangers (2019).
En juillet 2019, on annonce qu'il fait partie de la distribution du premier film d'horreur Dreamkatcher de Kerry Harris (2020), aux côtés de Lin Shaye, Radha Mitchell et Henry Thomas. Il y interprète le fils de Luck (Henry Thomas), traumatisé par la mort de sa mère. Même année, il est Harley dans la comédie horrifique The Banana Splits Movie de Danishka Esterhazy.
En 2021, il apparaît dans le premier film dramatique Land de Robin Wright, dans le rôle de Drew, fils d'Edee Mathis (personnage joué par la réalisatrice elle-même). Ce film est présenté au festival du film de Sundance.
En octobre 2022, il décroche le rôle principal pour la mini-série dramatique canadienne Essex County, adaptation de la bande dessinée canadienne du même titre créée par Jeff Lemire, avec Molly Parker, Brian J. Smith, Stephen McHattie et Kevin Durand. Elle est diffusée le 19 mars 2023 sur CBC.

## Filmographie

### Longs métrages
- 2019 : Un hiver à New York (The Kindness of Strangers) de Lone Scherfig : Jude Scott
- 2019 : The Banana Splits Movie de Danishka Esterhazy : Harley
- 2020 : Dreamkatcher de Kerry Harris : Josh
- 2021 : Land de Robin Wright : Dew
- 2022 : Blood de Brad Anderson : Owen

### Séries télévisées
- 2023 : Rabbit Hole : Miles Valence, jeune (saison 1, épisode 3 : The Algorithms of Control)
- 2023 : Essex County : Lester (mini-série, 5 épisodes)